# IC 4309
IC 4309 ist eine Spiralgalaxie vom Hubble-Typ Sbc im Sternbild Hydra südlich des Himmelsäquators. Sie ist schätzungsweise 535 Millionen Lichtjahre von der Milchstraße entfernt.
Das Objekt wurde am 4. Mai 1904 von Royal Harwood Frost entdeckt.